# World Games 2022/Parkour
Bei den World Games 2022 in Birmingham, Alabama, fanden vom 10. bis 11. Juli vier Wettbewerbe im Parkour statt, jeweils zwei bei den Männern und bei den Frauen. Ausgetragen wurden die Wettkämpfe bei den Sloss Furnaces.

## Bilanz

### Medaillenspiegel
| Platz  | Land           | Gold | Silber | Bronze | Gesamt |
| ------ | -------------- | ---- | ------ | ------ | ------ |
| 1      | Schweden       | 1    | 2      | —      | 3      |
| 2      | Niederlande    | 1    | 1      | —      | 2      |
| 3      | Griechenland   | 1    | —      | —      | 1      |
| 3      | Ukraine        | 1    | —      | —      | 1      |
| 5      | Italien        | —    | 1      | —      | 1      |
| 6      | Japan          | —    | —      | 2      | 2      |
| 7      | Belgien        | —    | —      | 1      | 1      |
| 7      | Großbritannien | —    | —      | 1      | 1      |
| Gesamt | Gesamt         | 4    | 4      | 4      | 12     |

### Medaillengewinner
Männer
| Disziplin | Gold                      | Silber                 | Bronze                 |
| --------- | ------------------------- | ---------------------- | ---------------------- |
| Speedrun  | Bohdan Kolmakow (UKR)     | Andrea Consolini (ITA) | David Nelmes (GBR)     |
| Freestyle | Ioakeim Theodoridis (GRE) | Elis Torhall (SWE)     | Jérémy Lorsignol (BEL) |

Frauen
| Disziplin | Gold                   | Silber                 | Bronze            |
| --------- | ---------------------- | ---------------------- | ----------------- |
| Speedrun  | Miranda Tibbling (SWE) | Noa Man (NED)          | Hikar Izumi (JPN) |
| Freestyle | Noa Man (NED)          | Miranda Tibbling (SWE) | Hikar Izumi (JPN) |